# Blåbröstad brednäbb
Blåbröstad brednäbb (Calyptomena hosii) är en fågel i familjen grönbrednäbbar inom ordningen tättingar.

## Utseende och läte
Blåbröstad brednäbb är en i stort grön brednäbb. Den skiljer sig från de andra arterna i släktet på blå anstrykning på buken, ultramarinblå hos hanen och ljusblå hos honan. Noterbart är även svarta pringar på vingarna. Sången är ett duvlikt stigande läte med hickande inledning

## Utbredning och systematik
Fågeln förekommer i skogar på kullar och i låglänta bergstrakter på norra och centrala Borneo. Den behandlas som monotypisk, det vill säga att den inte delas in i några underarter.

### Familjetillhörighet
Tidigare placerades arten i familjen Eurylaimidae, då med namnet enbart brednäbbar. DNA-studier har dock visat att arterna i familjen troligen inte är varandras närmaste släktingar. Familjen har därför delats upp i två, praktbrednäbbar (Eurylaimidae) och grönbrednäbbar (Calyptomenidae).

## Levnadssätt
Blåbröstad brednäbb hittas i blandad Dipterocarpus-skog i lägre bergstrakter. Där födosöker den tystlåtet efter frukt i undervegetationen, ofta i par.

## Status och hot
Arten har ett stort utbredningsområde, men tros minska i antal, dock inte tillräckligt kraftigt för att den ska betraktas som hotad. Internationella naturvårdsunionen IUCN listar arten som livskraftig (LC).